# Karl Friedrich Abel

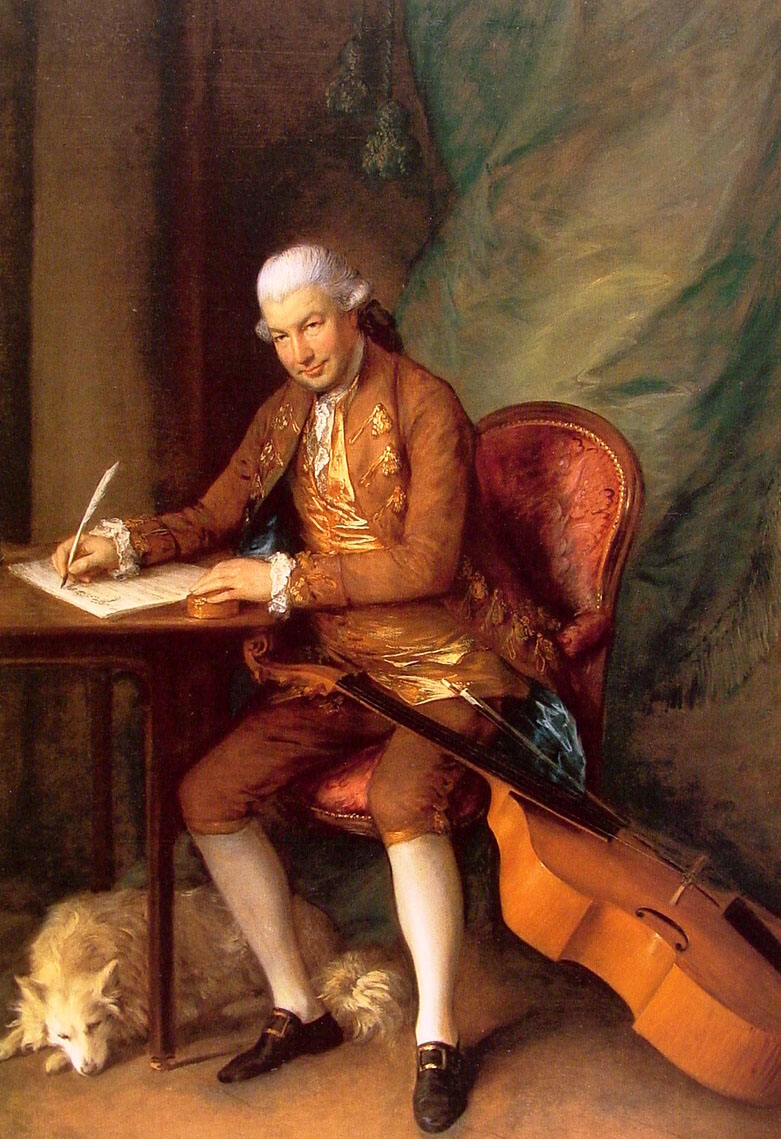
Carl Friedrich Abel, door Thomas Gainsborough, 1777

Karl Friedrich Abel, ook Carl Friedrich, (Köthen (Anhalt), 22 december 1723 — Londen, 20 juni 1787) was een Duits componist.

## Leven
Geboren in een muzikale familie (zowel zijn grootvader Clamor Heinrich als vader Christian Ferdinand waren gambaspelers, en zijn broer Leopold August was violist) werd hij een uitstekend viola da gamba speler en componeerde veel muziek voor dat instrument. Hij was een leerling van Johann Sebastian Bach in Leipzig en speelde in het orkest van Johann Adolf Hasse in Dresden. Na Mannheim en Parijs te hebben bezocht vestigde hij zich in 1759 in Londen, waar hij musicus werd voor koningin Charlotte. Hij kreeg steeds meer invloed: ook Wolfgang Amadeus Mozart had belangstelling voor zijn composities.
Samen met Johann Christian Bach (de elfde zoon van Johann Sebastian, de zgn. Londense Bach) organiseerde hij de bekende Bach-Abel concerten in Londen, om op die manier hun composities te promoten. Na de dood van Bach verbleef hij twee jaar in Duitsland, maar kwam terug naar Londen om te spelen in de Grand Professional Concerts.
Meer dan 200 werken van hem zijn bewaard, waaronder symfonieën, concerti, kamermuziek en sonates.  Hij evolueerde mee met zijn tijd, en schreef zowel muziek in de galante stijl als in de stijl van het classicisme (de Mannheimer Schule). Zijn latere werken zijn over het algemeen minder creatief, maar bleven desondanks van hoge kwaliteit en populair. De meeste van zijn werken werden uitgegeven in Londen, Parijs, Amsterdam en Berlijn.
Abel is een van de vele componisten die in hun eigen tijd hoog in aanzien stonden, maar later in de vergetelheid raakten.
De aanduiding WK van de werken komt van: Walter Knape, Bibliographisch-thematisches Verzeichnis der Kompositionen von Karl Friedrich Abel (Cuxhaven, 1971).

## Werken
- Symfonie Op. 1 No.1 in Bes-groot, WK 1
- Symfonie Op. 1 No.2 in C-groot, WK 2
- Symfonie Op. 1 No.3 in D-groot, WK 3
- Symfonie Op. 1 No.4 in Es-groot, WK 4
- Symfonie Op. 1 No.5 in F-groot, WK 5
- Symfonie Op. 1 No.6 in G-groot, WK 6
- Symfonie Op. 4 No.1 in D-groot, WK 7
- Symfonie Op. 4 No.2 in Bes-groot, WK 8
- Symfonie Op. 4 No.3 in Es-groot, WK 9
- Symfonie Op. 4 No.4 in C-groot, WK 10
- Symfonie Op. 4 No.5 in G-groot, WK 11
- Symfonie Op. 4 No.6 in D-groot, WK 12
- Symfonie Op. 7 No.1 in G-groot, WK 13
- Symfonie Op. 7 No.2 in Bes-groot, WK 14
- Symfonie Op. 7 No.3 in D-groot, WK 15
- Symfonie Op. 7 No.4 in F-groot, WK 16
- Symfonie Op. 7 No.5 in C-groot, WK 17
- Symfonie Op. 7 No.6 in Es-groot, WK 18
- Symfonie Op. 10 No.1 in E-groot, WK 19
- Symfonie Op. 10 No.2 in Bes-groot, WK 20
- Symfonie Op. 10 No.3 in Es-groot, WK 21
- Symfonie Op. 10 No.4 in C-groot, WK 22
- Symfonie Op. 10 No.5 in D-groot, WK 23
- Symfonie Op. 10 No.6 in A-groot, WK 24
- Symfonie Op. 14 No.1 in C-groot, WK 25
- Symfonie Op. 14 No.2 in Es-groot, WK 26
- Symfonie Op. 14 No.3 in D-groot, WK 27
- Symfonie Op. 14 No.4 in Bes-groot, WK 28
- Symfonie Op. 14 No.5 in G-groot, WK 29
- Symfonie Op. 14 No.6 in Es-groot, WK 30
- Symfonie Op. 17 No.1 in Es-groot, WK 31
- Symfonie Op. 17 No.2 in Bes-groot, WK 32
- Symfonie Op. 17 No.3 in D-groot, WK 33
- Symfonie Op. 17 No.4 in C-groot, WK 34
- Symfonie Op. 17 No.5 in Bes-groot, WK 35
- Symfonie Op. 17 No.6 in G-groot, WK 36
- Symfonie in C-groot, WK 37
- Symfonie in Bes-groot, WK 38
- Symfonie in Es-groot, WK 39
- Symfonie in Bes-groot, WK 40
- Symfonie in D-groot, WK 41
- Sinfonia concertante voor hobokwartet in Bes-groot, WK 42
- Sinfonia concertante voor hobokwartet in D-groot, WK 43
- Periodical Overture in D-groot, WK 44
- Ouverture voor 'Love in a village' in D-groot, WK 45a
- Ouverture voor 'The summer's tale' in Bes-groot, WK 45b
- Fluitconcert No.1 in C-groot, WK 46
- Fluitconcert No.2 in e-klein, WK 47
- Fluitconcert No.3 in D-groot, WK 48
- Fluitconcert No.4 in C-groot, WK 49
- Fluitconcert No.5 in G-groot, WK 50
- Fluitconcert No.6 in C-groot, WK 51
- Celloconcert in Bes-groot, WK 52
- Klavecimbelconcert Op. 11 No.1 in F-groot, WK 53
- Klavecimbelconcert Op. 11 No.2 in Bes-groot, WK 54
- Klavecimbelconcert Op. 11 No.3 in Es-groot, WK 55
- Klavecimbelconcert Op. 11 No.4 in D-groot, WK 56
- Klavecimbelconcert Op. 11 No.5 in G-groot, WK 57
- Klavecimbelconcert Op. 11 No.6 in C-groot, WK 58
- Fluitconcert No.7 in D-groot, WK 59
- Celloconcert in C-groot, WK 60
- Strijkkwartet Op. 8 No.1 in F-groot, WK 61
- Strijkkwartet Op. 8 No.2 in Bes-groot, WK 62
- Strijkkwartet Op. 8 No.3 in Es-groot, WK 63
- Strijkkwartet Op. 8 No.4 in D-groot, WK 64
- Strijkkwartet Op. 8 No.5 in A-groot, WK 65
- Strijkkwartet Op. 8 No.6 in F-groot, WK 66
- Fluitkwartet Op. 12 No.1 in C-groot, WK 67
- Fluitkwartet Op. 12 No.2 in A-groot, WK 68
- Fluitkwartet Op. 12 No.3 in F-groot, WK 69
- Fluitkwartet Op. 12 No.4 in D-groot, WK 70
- Fluitkwartet Op. 12 No.5 in Bes-groot, WK 71
- Fluitkwartet Op. 12 No.6 in G-groot, WK 72
- Strijkkwartet Op. 15 No.1 in E-groot, WK 73
- Strijkkwartet Op. 15 No.2 in C-groot, WK 74
- Strijkkwartet Op. 15 No.3 in Es-groot, WK 75
- Strijkkwartet Op. 15 No.4 in G-groot, WK 76
- Strijkkwartet Op. 15 No.5 in F-groot, WK 77
- Strijkkwartet Op. 15 No.6 in A-groot, WK 78
- Raccolta voor Klavecimbel in C-groot, WK 79a
- Raccolta voor Klavecimbel in Bes-groot, WK 79b
- Triosonate Op. 3 No.1 in G-groot, WK 80
- Triosonate Op. 3 No.2 in C-groot, WK 81
- Triosonate Op. 3 No.3 in Bes-groot, WK 82
- Triosonate Op. 3 No.4 in D-groot, WK 83
- Triosonate Op. 3 No.5 in A-groot, WK 84
- Triosonate Op. 3 No.6 in Es-groot, WK 85
- Triosonate Op. 9 No.1 in A-groot, WK 86
- Triosonate Op. 9 No.2 in C-groot, WK 87
- Triosonate Op. 9 No.3 in G-groot, WK 88
- Triosonate Op. 9 No.4 in Bes-groot, WK 89
- Triosonate Op. 9 No.5 in D-groot, WK 90
- Triosonate Op. 9 No.6 in F-groot, WK 91
- Triosonate Op. 16a No.1 in G-groot, WK 92
- Triosonate Op. 16a No.2 in D-groot, WK 93
- Triosonate Op. 16a No.3 in C-groot, WK 94
- Triosonate Op. 16a No.4 in A-groot, WK 95
- Triosonate Op. 16a No.5 in D-groot, WK 96
- Triosonate Op. 16a No.6 in G-groot, WK 97
- Triosonate Op. 16b No.1 in G-groot, WK 98
- Triosonate Op. 16b No.2 in D-groot, WK 99
- Triosonate Op. 16b No.3 in C-groot, WK 100
- Triosonate Op. 16b No.4 in G-groot, WK 101
- Triosonate voor 2 violen & cello in A-groot, WK 102
- Triosonate voor 2 violen & cello in A-groot, WK 103
- Triosonate voor 2 fluiten & cello in G-groot, WK 104
- Triosonate voor 2 fluiten & cello in D-groot, WK 105
- Triosonate voor 2 fluiten & cello in G-groot, WK 106
- Triosonate voor 2 fluiten & cello in F-groot, WK 107
- Triosonate voor 2 fluiten & cello in c-klein, WK 108
- Triosonate voor 2 fluiten & cello in G-groot, WK 109
- Triosonate voor 2 fluiten & cello in G-groot, WK 110
- Triosonate voor 2 fluiten & cello in D-groot, WK 110a
- Triosonate voor 2 fluiten & cello in G-groot, WK 110b
- Triosonate voor 2 fluiten & cello in C-groot, WK 110c
- Triosonate voor 2 fluiten & cello in Bes-groot, WK 110d
- Triosonate voor 2 fluiten & cello in C-groot, WK 110e
- Triosonate voor 2 fluiten & cello in C-groot, WK 110f
- Klavecimbeltrio Op. 2 No.1 in C-groot, WK 111
- Klavecimbeltrio Op. 2 No.2 in F-groot, WK 112
- Klavecimbeltrio Op. 2 No.3 in D-groot, WK 113
- Klavecimbeltrio Op. 2 No.4 in Bes-groot, WK 114
- Klavecimbeltrio Op. 2 No.5 in G-groot, WK 115
- Klavecimbeltrio Op. 2 No.6 in Es-groot, WK 116
- Klavecimbeltrio Op. 5 No.1 in Bes-groot, WK 117
- Klavecimbeltrio Op. 5 No.2 in G-groot, WK 118
- Klavecimbeltrio Op. 5 No.3 in E-groot, WK 119
- Klavecimbeltrio Op. 5 No.4 in C-groot, WK 120
- Klavecimbeltrio Op. 5 No.5 in A-groot, WK 121
- Klavecimbeltrio Op. 5 No.6 in F-groot, WK 122
- Fluitsonate Op. 6 No.1 in C-groot, WK 123
- Fluitsonate Op. 6 No.2 in G-groot, WK 124
- Fluitsonate Op. 6 No.3 in G-groot, WK 125
- Fluitsonate Op. 6 No.4 in E-groot, WK 126
- Fluitsonate Op. 6 No.5 in F-groot, WK 127
- Fluitsonate Op. 6 No.6 in G-groot, WK 128
- Vioolsonate Op. 13 No.1 in G-groot, WK 129
- Vioolsonate Op. 13 No.2 in F-groot, WK 130
- Vioolsonate Op. 13 No.3 in A-groot, WK 131
- Vioolsonate Op. 13 No.4 in Bes-groot, WK 132
- Vioolsonate Op. 13 No.5 in C-groot, WK 133
- Vioolsonate Op. 13 No.6 in Es-groot, WK 134
- Vioolsonate Op. 18 No.1 in G-groot, WK 135
- Vioolsonate Op. 18 No.2 in A-groot, WK 136
- Vioolsonate Op. 18 No.3 in C-groot, WK 137
- Vioolsonate Op. 18 No.4 in Es-groot, WK 138
- Vioolsonate Op. 18 No.5 in Bes-groot, WK 139
- Vioolsonate Op. 18 No.6 in F-groot, WK 140
- Vioolsonate in C-groot, WK 140a
- Klavecimbel Sonata in Bes-groot, WK 140b
- Sonate voor viola da gamba No. 1 in C-groot, WK 141
- Sonate voor viola da gamba No. 2 in A-groot, WK 142
- Sonate voor viola da gamba No. 3 in D-groot, WK 143
- Sonate voor viola da gamba No. 4 in G-groot, WK 144
- Sonate voor viola da gamba No. 5 in A-groot, WK 145
- Sonate voor viola da gamba No. 6 in e-klein, WK 146
- Sonate voor viola da gamba No. 7 in G-groot, WK 147
- Sonate voor viola da gamba No. 8 in A-groot, WK 148
- Sonate voor viola da gamba No. 9 in G-groot, WK 149
- Sonate voor viola da gamba No.10 in e-klein, WK 150
- Sonate voor viola da gamba No.11 in C-groot, WK 151
- Sonate voor viola da gamba No.12 in G-groot, WK 152
- Sonate voor viola da gamba No.13 in G-groot, WK 153
- Sonate voor viola da gamba No.14 in D-groot, WK 154
- Sonate voor viola da gamba No.15 in G-groot, WK 155
- Sonate voor viola da gamba No.16 in D-groot, WK 156
- Sonate voor viola da gamba No.17 in e-klein, WK 157
- Sonate voor viola da gamba No.18 in D-groot, WK 158
- Sonate voor viola da gamba No.19 in G-groot, WK 159
- Sonate voor viola da gamba No.20 in D-groot, WK 160
- Sonate voor viola da gamba No.21 in D-groot, WK 161
- Sonate voor viola da gamba No.22 in C-groot, WK 162
- Sonate voor viola da gamba No.23 in A-groot, WK 163
- Sonate voor viola da gamba No.24 in A-groot, WK 164
- Sonate voor viola da gamba No.25 in D-groot, WK 165
- Sonate voor viola da gamba No.26 in D-groot, WK 166
- Sonate voor viola da gamba No.27 in G-groot, WK 167
- Sonate voor viola da gamba No.28 in D-groot, WK 168
- Sonate voor viola da gamba No.29 in D-groot, WK 169
- Sonate voor viola da gamba No.30 in C-groot, WK 170
- Sonate voor viola da gamba No.31 in G-groot, WK 171
- Sonate voor viola da gamba No.32 in D-groot, WK 172
- Sonate voor viola da gamba No.33 in A-groot, WK 173
- Sonate voor viola da gamba No.34 in G-groot, WK 174
- Sonate voor viola da gamba No.35 in a-klein, WK 175
- Sonate voor viola da gamba No.36 in f-klein, WK 176
- Sonate voor viola da gamba No.37 in A-groot, WK 177
- Sonate voor viola da gamba No.38 in G-groot, WK 178
- Sonate voor viola da gamba No.39 in A-groot, WK 179
- Sonate voor viola da gamba No.40 in D-groot, WK 180
- Sonate voor viola da gamba No.41 in D-groot, WK 181
- Sonate voor viola da gamba No.42 in G-groot, WK 182
- Sonate voor viola da gamba No.43 in A-groot, WK 183
- Sonate voor viola da gamba No.44 in C-groot, WK 184
- Arpeggio voor viola da gamba in D-groot, WK 185
- Allegro voor viola da gamba in D-groot, WK 186
- Stuk voor viola da gamba in D-groot, WK 187
- Tempo fi Menuetto voor viola da gamba in D-groot, WK 188
- Adagio voor viola da gamba in D-groot, WK 189
- Vivace voor viola da gamba in D-groot, WK 190
- enante voor viola da gamba in D-groot, WK 191
- Stuk voor viola da gamba in D-groot, WK 192
- Stuk voor viola da gamba in D-groot, WK 193
- Stuk voor viola da gamba in D-groot, WK 194
- Stuk voor viola da gamba in D-groot, WK 195
- Fuga voor viola da gamba in D-groot, WK 196
- Stuk voor viola da gamba in D-groot, WK 197
- Allegro voor viola da gamba in D-groot, WK 198
- Stuk voor viola da gamba in D-groot, WK 199
- Tempo di Menuetto voor viola da gamba in D-groot, WK 200
- Tempo di Menuetto voor viola da gamba in D-groot, WK 201
- Stuk voor viola da gamba in D-groot, WK 202
- Stuk voor viola da gamba in D-groot, WK 203
- Con variatione voor viola da gamba in D-groot, WK 204
- Stuk voor viola da gamba in d-klein, WK 205
- Stuk voor viola da gamba in d-klein, WK 206
- Allegro voor viola da gamba in d-klein, WK 207
- Stuk voor viola da gamba in d-klein, WK 208
- Adagio voor viola da gamba in d-klein, WK 209
- Menuetto voor viola da gamba in D-groot, WK 210
- Allegretto voor viola da gamba in A-groot, WK 211
- Allegro voor viola da gamba in A-groot, WK 212
- Menuet voor Klavecimbel in C-groot, WK 213
- Menuet voor Klavecimbel in D-groot, WK 214
- Menuet voor Klavecimbel in G-groot, WK 215
- Menuet voor Klavecimbel in G-groot, WK 216
- Mars in F-groot, WK 217
- Mars in F-groot, WK 218
- Mars in F-groot, WK 219
- Mars in F-groot, WK 220
- Mars in F-groot, WK 221
- Mars in Bes-groot, WK 222
- Mars in F-groot, WK 223
- Andante voor Strijkkwartet in Es-groot, WK 224
- Fluitkwartet in F-groot, WK 225
- Fluitkwartet in D-groot, WK 226
- Fluitkwartet met viola da gamba in G-groot, WK 227
- Celloduet in D-groot, WK 228
- Concertino voor 2 clarinetten in Es-groot (verloren gegaan), WK 229
- 5 adagios voor Strijkkwartet, WK 230
- Dolly's eyes are so bright, WK 231
- 4 soli voor fluit (verloren gegaan), WK 232
- Frena le belle lagrime, WK dEst

## Werken op opusnummer
- Op. 1: 6 Ouverturen of Sinfonias (1761)
- Op. 2: 6 Triosonates voor fluit (of viool) en cello en basso continuo (1760)
- Op. 3: 6 Triosonates voor twee violen (of traverso en viool) en basso continuo (1762)
- Op. 4: 6 Ouvertures or Sinfonias (1762)
- Op. 5: 6 Sonates voor Klavecimbel en Viool en Cello (ad libitum) (1762)
- Op. 6: 6 Sonates voor Klavecimbel en Fluit (1763)
- Op. 7: 6 Symfonieën (1767)
- Op. 8: 6 Strijkkwartetten (1768)
- Op. 9: 6 Triosonates voor Viool, Cello en Basso Continuo (1771)
- Op. 10: 6 Symfonieën (1771)
- Op. 11: 6 Concerti voor Klavecimbel en Strijkers (1771)
- Op. 12: 6 Fluitkwartetten (1774)
- Op. 13: 6 Sonates voor Klavecimbel en Viool (1777)
- Op. 14: 6 Symfonieën (1778)
- Op. 15: 6 Strijkkwartetten (1780)
- Op. 16: 4 Triosonates voor 2 fluiten en Basso Continuo (1781)
- Op. 16: 6 Triosonates voor Viool, Viola en Cello (1782)
- Op. 17: 6 Symfonieën (1785)
- Op. 18: 6 Sonates voor Klavecimbel en Viool (1784)